# Mistrovství světa v biatlonu 2023 – sprint mužů
Sprint mužů na Mistrovství světa v biatlonu 2023 se konal v sobotu 11. února v oberhofském biatlonovém stadionu Lotto Thüringen Arena am Rennsteig jako první individuální mužský závod šampionátu. Start závodu proběhl v 14:30 hodin středoevropského času. Do závodu nastoupilo 111 mužů z 33 zemí.
Obhájcem triumfu z roku 2021 byl Švéd Martin Ponsiluoma, který se třemi chybami na střelbě vstoje dojel na 18. místě. 
Úřadujícím olympijským vítězem z této disciplíny, průběžným lídr v celkovém hodnocení světového poháru i disciplíny sprintu byl Nor Johannes Thingnes Bø, který zvítězil. Druhé místo obsadil jeho starší bratr Tarjei Bø, norské stupně vítězů pak zkompletoval Sturla Holm Laegreid.

## Průběh závodu
Sprint mužů se jel za mlhy a před jeho začátkem se podle televizních komentátorů uvažovalo i o jeho zrušení. Vedoucí světového poháru a největší favorit závodu, Nor Johannes Thingnes Bø, startoval jako první. Vleže střílel s jednou chybou, ale v každém kole jel nejrychleji ze všech a do posledního kola odjížděl jako první. Na druhou střelbu přijel brzy po něm jeho krajan Sturla Holm Laegreid, který měl před příjezdem náskok čtvrt minuty. Po jedné chybě odjížděl z trestného kola se ztrátou jen sedm vteřin, ale jel pak o více než půl minuty pomaleji než Bø, a tak dojel od cíle 40 vteřin za ním. Všichni další závodníci se zařazovali až za ně, s výjimkou dalšího Nora Tarjeie Bøa. Ten zastřílel obě položky bezchybně a do posledního kola vyjížděl tři vteřiny za svým bratrem. Přestože jel rychle, svoji ztrátu mírně zvyšoval a do cíle přijel o čtvrt minuty druhý. Závod ukázal výraznou převahu Norů, kteří obsadili pět z prvních šesti míst v cíli. Mezi ně se na pátou pozici vklínil jen Ukrajinec Dmytro Pidručnyj. 

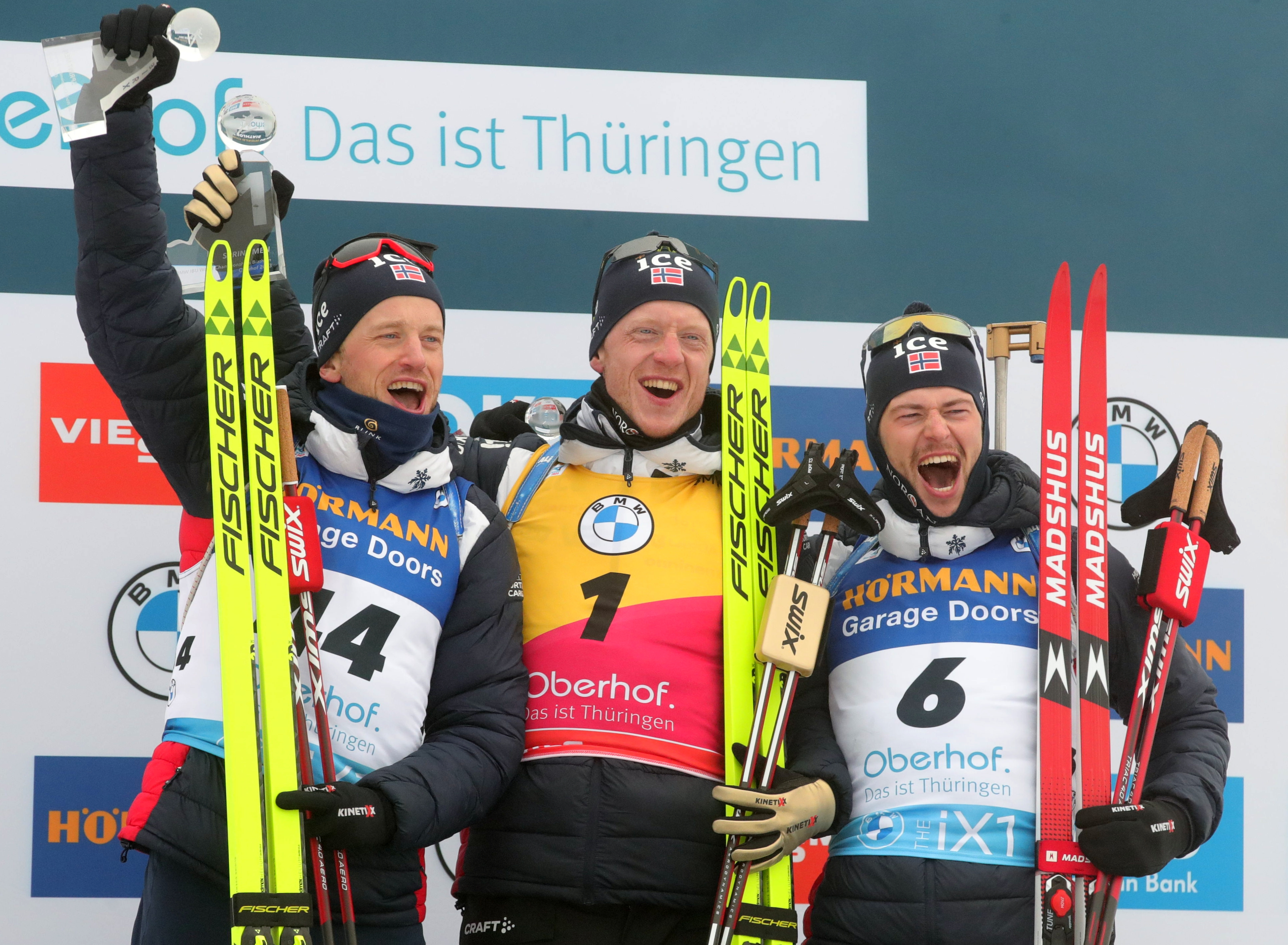
Norské stupně vítězů – Tarjei Bø, Johannes Thingnes Bø a Sturla Holm Laegreid

Johannes Thingnes Bø získal třetí titul mistra světa ze sprintu a celkově již patnáctý v kariéře, když navázal na zlaté medaile z let 2015 a 2019. V historické statistice zlatých medailí tak překonal Martina Fourcada a osamostatnil se na druhém místě. Tarjei Bø vybojoval celkově již 22. cenný kov na mistrovství světa a zároveň vylepšil své nejlepší umístění ve sprintu, když předtím skončil nejlépe dvakrát bronzový. Se svým mladším bratrem na mistrovské stupně vítězů vystoupil v nekolektivních závodech vůbec poprvé. Laegreid se umístil na bronzové pozici vůbec poprvé, když dosud obsahovala jeho sbírka medailí z mistrovství světa pouze pět zlatých cenných kovů. Trojice norských reprezentantů zároveň navázala na sprint mužů na Mistrovství světa 2009, kde první tři místa obsadili Ole Einar Bjørndalen, Lars Berger a Halvard Hanevold.
Michal Krčmář udělal při střelbě vleže dvě chyby. „U ležky byla určitě horší viditelnost než vestoje. Prý ty rány byly vpravo, vítr se zvedal, asi jsem tam měl reagovat. Když jsem zalehal, vyhodnotil jsem, že vítr je jako na nástřelu, možná mě to potrestalo,“ odůvodňoval svoje chyby. Pak ale zrychlil svůj běh, vstoje zastřílel bezchybně a do cíle dojel na 14. místě. O jednu pozici za ním se umístil Jakub Štvrtecký, který nezasáhl celkem tři terče, ale běžel rychleji, a v posledním kole měl čtvrtý nejlepší čas ze všech. Za nimi skončil Adam Václavík, který po čisté střelbě vleže přijížděl na druhou střelbu jako osmý. Zde však udělal tři chyby a dojel na 24. pozici. Do stíhacího závodu postoupil těsně ještě šedesátý Tomáš Mikyska se třemi nezasaženými terči. Jonáš Mareček skončil s celkem dvěma chybami na střelnici na 68. místě.

## Výsledky
| Pořadí | č.  | závodník                   | stát                   | střelba (L+S) | čas           | ztráta        |
| --- | --- | -------------------------- | ---------------------- | ------------- | ------------- | ------------- |
| Zlatá medaile | 1   | Johannes Thingnes Bø (yr)  | Norsko                 | 1 (1+0)       | 23:21,7       | —             |
| Stříbrná medaile | 44  | Tarjei Bø                  | Norsko                 | 0 (0+0)       | 23:36,5       | +14,8         |
| Bronzová medaile | 6   | Sturla Holm Laegreid       | Norsko                 | 1 (0+1)       | 24:01,6       | +39,9         |
| 4. | 70  | Johannes Dale              | Norsko                 | 1 (0+1)       | 24:05,3       | +43,6         |
| 5. | 35  | Dmytro Pidručnyj           | Ukrajina               | 0 (0+0)       | 24:15,1       | +53,4         |
| 6. | 33  | Vetle Sjåstad Christiansen | Norsko                 | 1 (0+1)       | 24:21,4       | +59,7         |
| 7. | 65  | Andrejs Rastorgujevs       | Lotyšsko               | 0 (0+0)       | 24:24,1       | +1:02,4       |
| 8. | 54  | Johannes Kühn              | Německo                | 1 (0+1)       | 24:26,5       | +1:04,8       |
| 9. | 3   | Quentin Fillon Maillet     | Francie                | 1 (0+1)       | 24:30,6       | +1:08,9       |
| 10. | 67  | Antonin Guigonnat          | Francie                | 0 (0+0)       | 24:30,7       | +1:09,0       |
| 11. | 8   | Sebastian Samuelsson       | Švédsko                | 2 (0+2)       | 24:34,8       | +1:13,1       |
| 12. | 26  | Justus Strelow             | Německo                | 0 (0+0)       | 24:36,3       | +1:14,6       |
| 13. | 36  | David Komatz               | Rakousko               | 1 (1+0)       | 24:50,8       | +1:29,1       |
| 14. | 17  | Michal Krčmář              | Česko                  | 2 (2+0)       | 25:05,7       | +1:44,0       |
| 15. | 25  | Jakub Štvrtecký            | Česko                  | 3 (1+2)       | 25:06,3       | +1:44,6       |
| 16. | 12  | Fabien Claude              | Francie                | 1 (1+0)       | 25:08,6       | +1:46,9       |
| 17. | 14  | Tommaso Giacomel           | Itálie                 | 3 (2+1)       | 25:09,5       | +1:47,8       |
| 18. | 24  | Martin Ponsiluoma (g)      | Švédsko                | 3 (0+3)       | 25:10,7       | +1,49,0       |
| 19. | 19  | Roman Rees                 | Německo                | 2 (1+1)       | 25:12,1       | +1:50,4       |
| 20. | 18  | Vladimir Iliev             | Bulharsko              | 2 (1+1)       | 25:12,4       | +1:50,7       |
| 21. | 5   | Anton Dudčenko             | Ukrajina               | 1 (0+1)       | 25:15,4       | +1:53,7       |
| 22. | 46  | Endre Strømsheim           | Norsko                 | 3 (2+1)       | 25:16,9       | +1:55,2       |
| 23. | 9   | Simon Eder                 | Rakousko               | 0 (0+0)       | 25:20,4       | +1:58,7       |
| 24. | 37  | Adam Václavík              | Česko                  | 3 (0+3)       | 25:21:0       | +1:59,3       |
| 25. | 21  | Niklas Hartweg (b)         | Švýcarsko              | 2 (1+1)       | 25:24,5       | +2:02,8       |
| 26. | 23  | Timofej Lapšin             | Jižní Korea            | 2 (2+0)       | 25:25,5       | +2:03,8       |
| 27. | 47  | Peppe Femling              | Švédsko                | 1 (0+1)       | 25:26,7       | +2:05,0       |
| 28. | 32  | Lukas Hofer                | Itálie                 | 2 (1+1)       | 25:26,9       | +2:05,2       |
| 29. | 104 | Bogdan Cymbal              | Ukrajina               | 1 (1+0)       | 25:30,1       | +2:08,4       |
| 30. | 4   | Olli Hiidensalo            | Finsko                 | 1 (0+1)       | 25:32,0       | +2:10,3       |
| 31. | 41  | Paul Schommer              | Spojené státy americké | 2 (1+1)       | 25:32,1       | +2:10,4       |
| 32. | 7   | George Coltea              | Rumunsko               | 1 (0+1)       | 25:40,4       | +2:18,7       |
| 33. | 59  | Lovro Planko               | Slovinsko              | 1 (1+0)       | 25:46,3       | +2:24,6       |
| 34. | 20  | Michal Šíma                | Slovensko              | 1 (1+0)       | 25:50,9       | +2:29,2       |
| 35. | 81  | David Zobel                | Německo                | 2 (0+2)       | 25:51,6       | +2:29,9       |
| 36. | 27  | Émilien Jacquelin          | Francie                | 4 (1+3)       | 25:53,3       | +2:31,6       |
| 37. | 15  | Sebastian Stalder          | Švýcarsko              | 1 (1+0)       | 25:53,6       | +2:31,9       |
| 38. | 55  | George Buta                | Rumunsko               | 1 (1+0)       | 25:54,6       | +2:32,9       |
| 39. | 69  | Jan Guńka                  | Polsko                 | 2 (1+1)       | 25:54,9       | +2:33,2       |
| 40. | 112 | Harald Lemmerer            | Rakousko               | 1 (0+1)       | 25:55,3       | +2:33,6       |
| 41. | 64  | Alexandr Muchin            | Kazachstán             | 1 (0+1)       | 25:56,2       | +2:34,5       |
| 42. | 22  | Vytautas Strolia           | Litva                  | 2 (1+1)       | 25:57,6       | +2:35,9       |
| 43. | 108 | Anton Vidmar               | Slovinsko              | 0 (0+0)       | 25:58,4       | +2:36,7       |
| 44. | 90  | Artem Pryma                | Ukrajina               | 2 (0+2)       | 25:58,8       | +2:37,1       |
| 45. | 10  | Jesper Nelin               | Švédsko                | 2 (0+2)       | 26:02,6       | +2:40,9       |
| 46. | 29  | Campbell Wright            | Nový Zéland            | 2 (1+1)       | 26:02,7       | +2:41,0       |
| 47. | 62  | Tero Seppälä               | Finsko                 | 4 (0+4)       | 26:03,6       | +2:41,9       |
| 48. | 50  | Matija Legović             | Chorvatsko             | 1 (0+1)       | 26:04,5       | +2:42,8       |
| 49. | 73  | Éric Perrot                | Francie                | 3 (1+2)       | 26:05,5       | +2:43,8       |
| 50. | 92  | Patrick Braunhofer         | Německo                | 0 (0+0)       | 26:05,8       | +2:44,1       |
| 51. | 103 | Raido Ränkel               | Estonsko               | 2 (1+1)       | 26:06,0       | +2:44,3       |
| 52. | 96  | Jeremy Finello             | Švýcarsko              | 3 (1+2)       | 26:07,8       | +2:46,1       |
| 53. | 98  | Elia Zeni                  | Itálie                 | 1 (0+1)       | 26:08,3       | +2:46,6       |
| 54. | 84  | Alex Cisar                 | Slovinsko              | 2 (1+1)       | 26:08,9       | +2:47,2       |
| 55. | 30  | Benedikt Doll              | Německo                | 5 (3+2)       | 26:09,2       | +2:47,5       |
| 56. | 60  | Thierry Langer             | Belgie                 | 2 (2+0)       | 26:11,1       | +2:49,4       |
| 57. | 2   | Pavel Magazeev             | Moldavsko              | 3 (1+2)       | 26:12,3       | +2:50,6       |
| 58. | 68  | Rene Zahkna                | Estonsko               | 1 (1+0)       | 26:16,9       | +2:55,2       |
| 59. | 94  | Dominic Unterweger         | Rakousko               | 1 (0+1)       | 26:18,8       | +2:57,1       |
| 60. | 79  | Tomáš Mikyska              | Česko                  | 3 (2+1)       | 26:19,6       | +2:57,9       |
| 61. | 78  | Kristo Siimer              | Estonsko               | 2 (1+1)       | 26:20,0       | +2:58,3       |
| 62. | 52  | Mikito Tachizaki           | Japonsko               | 1 (0+1)       | 26:20,8       | +2:59,1       |
| 63. | 11  | Jakov Fak                  | Slovinsko              | 2 (0+2)       | 26:21,4       | +2:59,7       |
| 64. | 111 | Oscar Lombardot            | Francie                | 3 (2+1)       | 26:21,9       | +3:00,2       |
| 65. | 95  | Maxime Germain             | Spojené státy americké | 3 (2+1)       | 26:22,7       | +3:01,0       |
| 66. | 58  | Didier Bionaz              | Itálie                 | 3 (3+0)       | 26:29,3       | +3:07,6       |
| 67. | 34  | Florent Claude             | Belgie                 | 3 (1+2)       | 26:29,6       | +3:07,9       |
| 68. | 97  | Jonáš Mareček              | Česko                  | 2 (1+1)       | 26:35,5       | +3:13,8       |
| 69. | 31  | Vladislav Kirejev          | Kazachstán             | 1 (0+1)       | 26:44,2       | +3:22,5       |
| 70. | 83  | Tomas Kaukenas             | Litva                  | 3 (2+1)       | 26:44,9       | +3:23,2       |
| 71. | 105 | Heikki Laitinen            | Finsko                 | 3 (0+3)       | 26:45,3       | +3:23,6       |
| 72. | 99  | Joscha Burkhalter          | Švýcarsko              | 4 (2+2)       | 26:45,6       | +3:23,9       |
| 73. | 45  | Kiyomasa Ojima             | Japonsko               | 2 (1+1)       | 26:50,5       | +3:28,8       |
| 74. | 107 | Marcin Zawół               | Polsko                 | 1 (0+1)       | 26:51,1       | +3:29,4       |
| 75. | 13  | Krešimir Crnković          | Chorvatsko             | 3 (1+2)       | 26:54,2       | +3:32,5       |
| 76. | 89  | Aleksandrs Patrijuks       | Lotyšsko               | 3 (1+2)       | 26:58,2       | +3:36,5       |
| 77. | 86  | Andrzej Nędza-Kubiniec     | Polsko                 | 1 (1+0)       | 27:04,4       | +3:42,7       |
| 78. | 110 | Edgars Mise                | Lotyšsko               | 1 (1+0)       | 27:06,3       | +3:44,6       |
| 79. | 88  | Anton Sinapov              | Bulharsko              | 3 (0+3)       | 27:10,2       | +3:48,5       |
| 80. | 28  | Sean Doherty               | Spojené státy americké | 4 (0+4)       | 27:12,7       | +3:51,0       |
| 81. | 38  | Serafin Wiestner           | Švýcarsko              | 6 (3+3)       | 27:13,5       | +3:51,8       |
| 82. | 49  | Adam Runnalls              | Kanada                 | 5 (2+3)       | 27:19,5       | +3:57,8       |
| 83. | 48  | Maksim Makarov             | Moldavsko              | 4 (3+1)       | 27:23,7       | +4:02,0       |
| 84. | 87  | Emil Nykvist               | Švédsko                | 4 (1+3)       | 27:24,5       | +4:02,8       |
| 85. | 56  | Karol Dombrovski           | Litva                  | 1 (0+1)       | 27:25,0       | +4:03,3       |
| 86. | 106 | Trevor Kiers               | Kanada                 | 3 (1+2)       | 27:25,2       | +4:03,5       |
| 87. | 43  | Roberto Piqueras           | Španělsko              | 1 (0+1)       | 27:25,4       | +4:03,7       |
| 88. | 71  | Choi Du-jin                | Jižní Korea            | 2 (0+2)       | 27:35,0       | +4:13,3       |
| 89. | 53  | Jen Sing-jüan              | Čína                   | 2 (2+0)       | 27:35,9       | +4:14,2       |
| 90. | 74  | Mihail Usov                | Moldavsko              | 4 (3+1)       | 27:38,8       | +4:17,1       |
| 91 . | 93  | Dmitrij Šamajev            | Rumunsko               | 3 (2+1)       | 27:39,0       | +4:17,3       |
| 92. | 16  | Christian Gow              | Kanada                 | 4 (3+1)       | 27:57,7       | +4:36,0       |
| 93. | 42  | Matej Kazár                | Slovensko              | 2 (2+0)       | 28:00,7       | +4:39,0       |
| 94. | 82  | Logan Pletz                | Kanada                 | 4 (2+2)       | 28:00,9       | +4:39,2       |
| 95. | 109 | Maksim Fomin               | Litva                  | 4 (2+2)       | 28:16,1       | +4:54,4       |
| 96. | 72  | Sergey Sirik               | Kazachstán             | 3 (2+1)       | 28:17,0       | +4:55,3       |
| 97. | 77  | Cesar Beauvais             | Belgie                 | 2 (1+1)       | 28:17,4       | +4:55,7       |
| 98. | 101 | Vincent Bonacci            | Itálie                 | 4 (0+4)       | 28:19,0       | +4:57,3       |
| 99. | 63  | Apostolos Angelis          | Řecko                  | 3 (1+2)       | 28:37,3       | +5:15,6       |
| 100. | 80  | Čang Čchun-jü              | Čína                   | 5 (3+2)       | 29:38,2       | +6:16,5       |
| 101. | 91  | Keita Nagaoka              | Japonsko               | 5 (3+2)       | 29:43,2       | +6:21,5       |
| 102. | 61  | Joachim Weel Rosbo         | Dánsko                 | 6 (2+4)       | 29:48,1       | +6:26,4       |
| 103. | 100 | Ryu Yamamoto               | Japonsko               | 6 (3+3)       | 29:51,0       | +6:29,3       |
| 104. | 51  | Marcus Bolin Webb          | Spojené království     | 3 (2+1)       | 29:53,2       | +6:31,5       |
| 105. | 102 | Ma Kuo-čchiang             | Čína                   | 5 (2+3)       | 30:08,9       | +6:47,2       |
| 106. | 85  | Nikolaos Tsourekas         | Řecko                  | 5 (4+1)       | 30:29,9       | +7:08,2       |
| 107. | 40  | Zana Öztunç                | Turecko                | 6 (3+3)       | 30:49,8       | +7:28,1       |
| 108. | 39  | Dávid Panyik               | Maďarsko               | 2 (1+1)       | 31:05,7       | +7:44,0       |
| 109. | 75  | Ádám Büki                  | Maďarsko               | 6 (4+2)       | 31:29,1       | +8:07,4       |
| 110. | 57  | Aleksa Vuković             | Bosna a Hercegovina    | 8 (5+3)       | 33:14,9       | +9:53,2       |
| 111. | 76  | Tuomas Harjula             | Finsko                 | 9 (5+4)       | 40:26,5       | +17:04,8      |
| 99. | 66  | Blagoy Todev               | Bulharsko              | neodstartoval | neodstartoval | neodstartoval |
| Zdroj: (yr) – vedoucí závodník disciplíny i hodnocení světového poháru, (b) – nejlepší závodník do 25 let, (g) – obhájce vítězství |     |                            |                        |               |               |               |

## Další fotografie

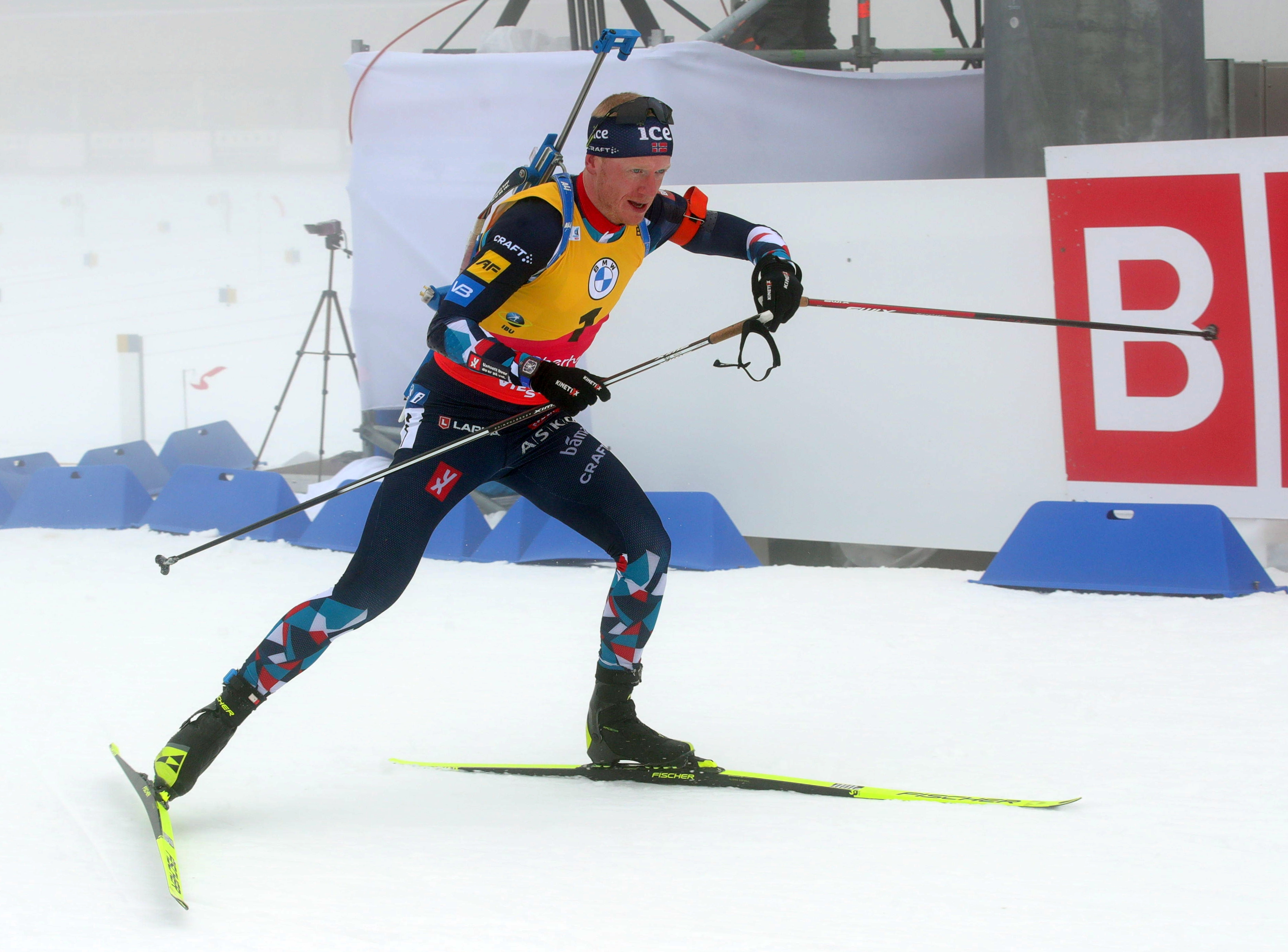
Johannes Thingnes Bø
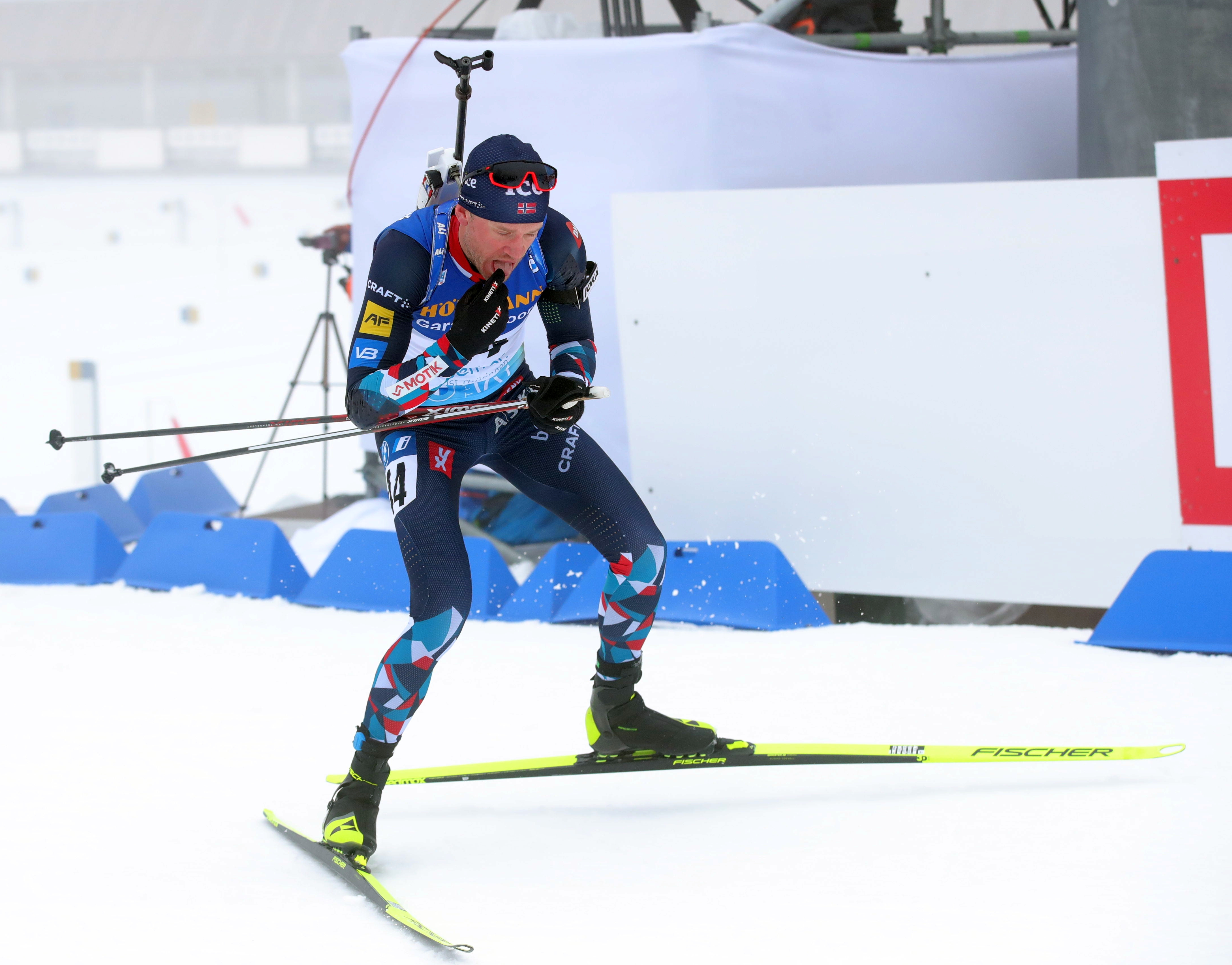
Tarjei Bø
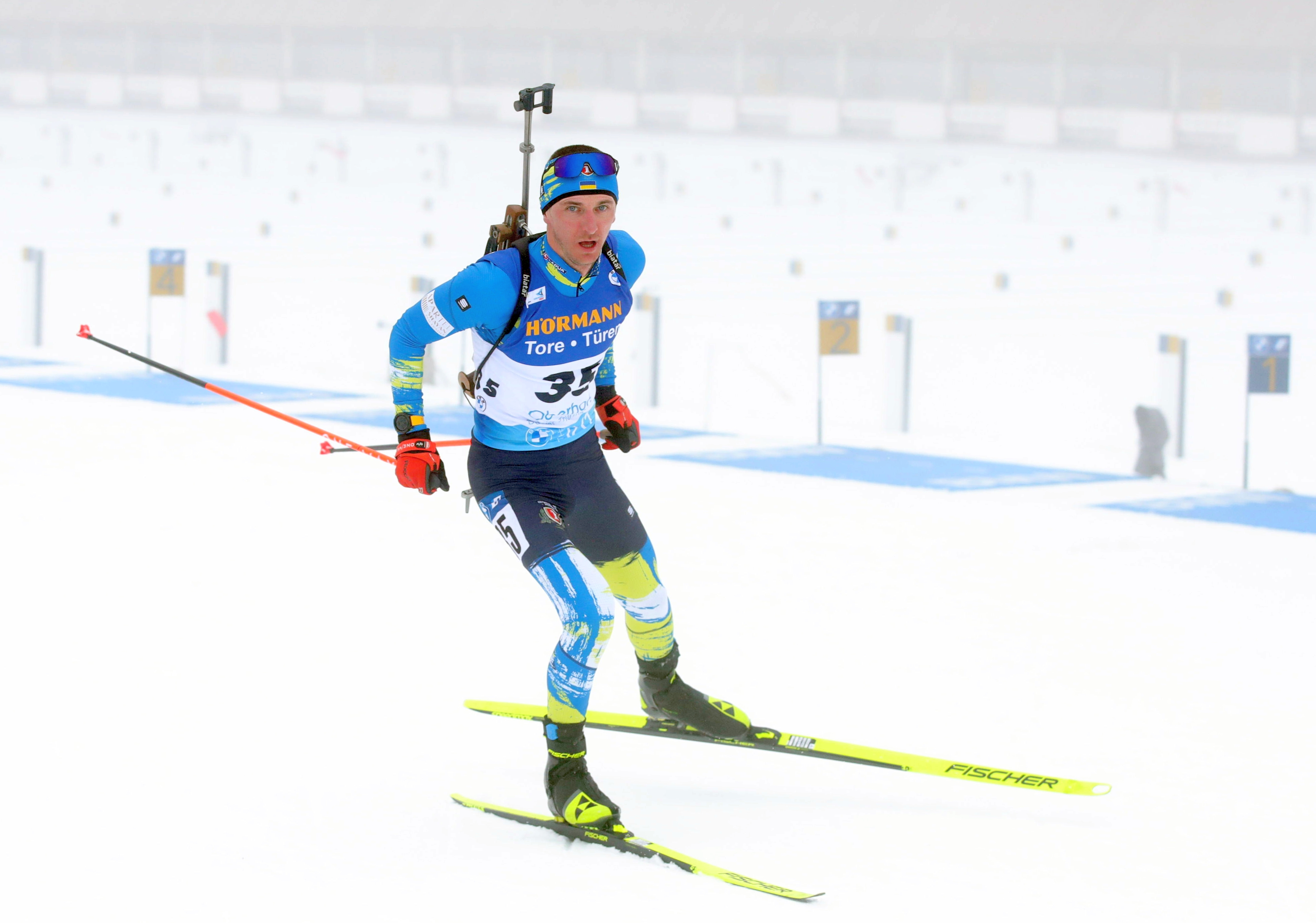
Dmytro Pidručnyj
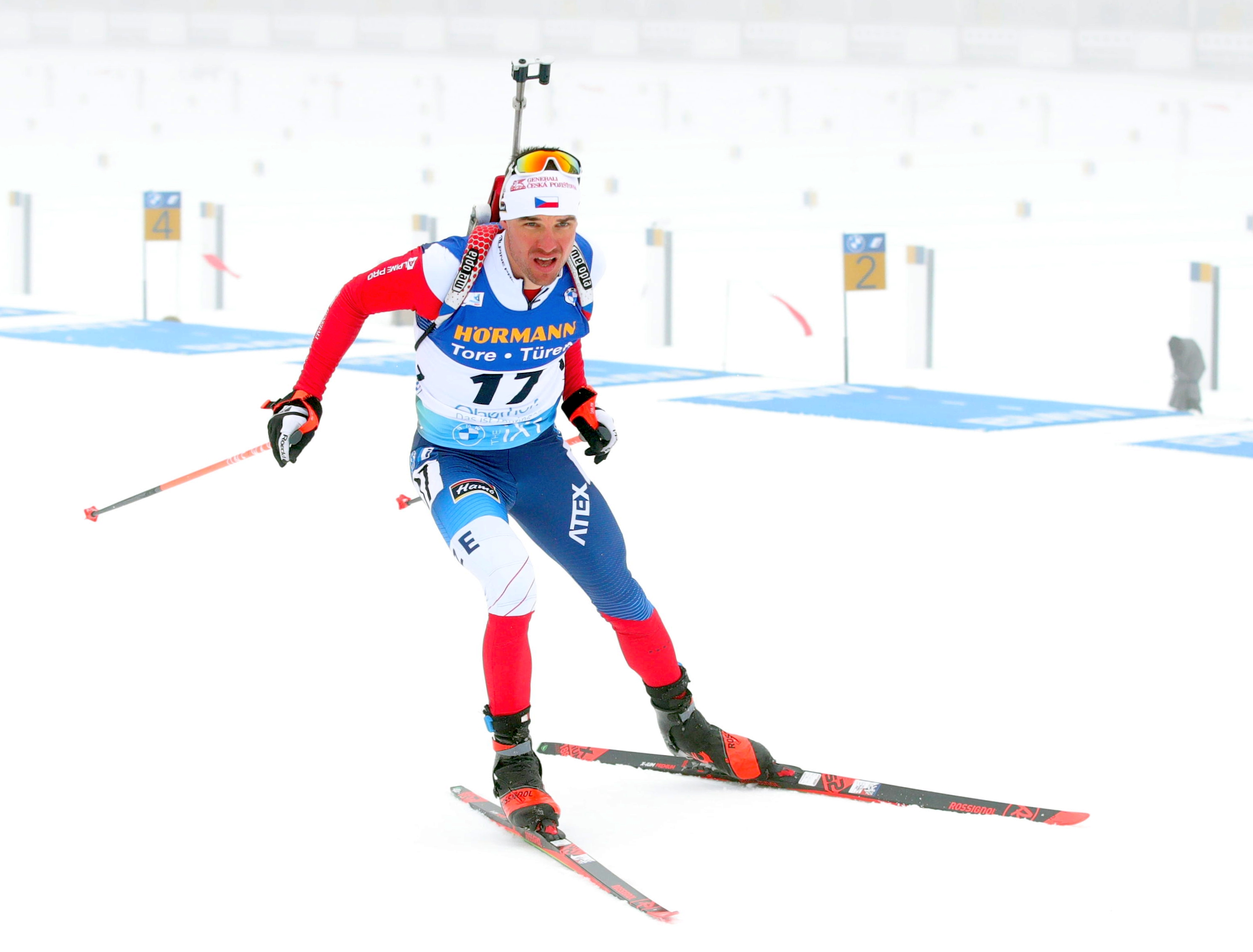
Michal Krčmář
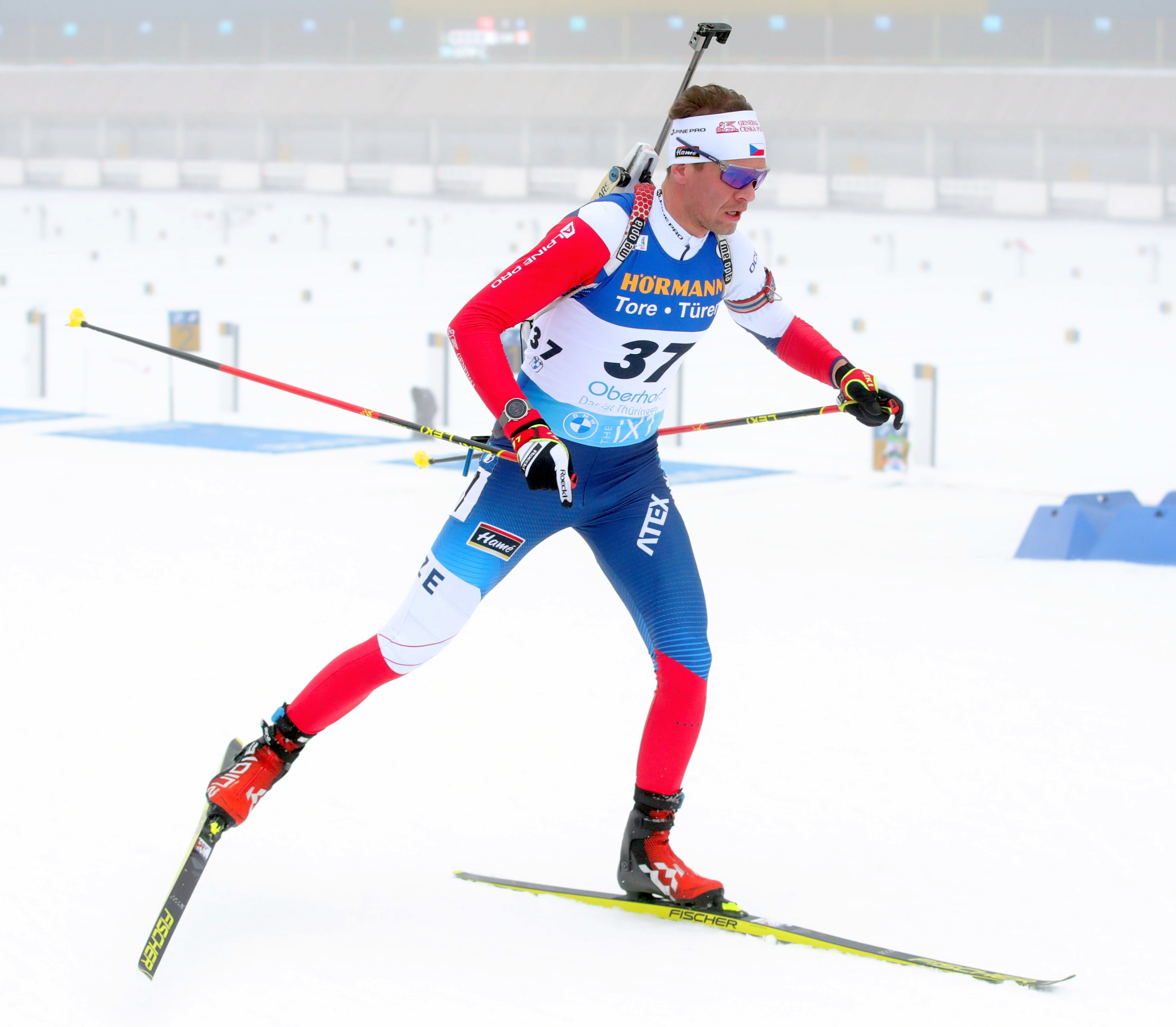
Adam Václavík